# Église Saint-Maxime de Beaufort
L'église Saint-Maxime est une église catholique du XVIIe siècle, située en France sur la commune de Beaufort dans le département de la Savoie en région Auvergne-Rhône-Alpes.

## Localisation
L'église de Beaufort est située au centre de la cité, au sommet d'une colline, sur un éperon rocheux. « Elle n'est pas orientée car son chevet est au sud-est et sa façade au nord-ouest ».

## Histoire

### La fondation de la paroisse et ses particularités: curé élu et prêtres altariens
En 410, le noble romain Honorat aborde les côtes de Provence, à proximité de Cannes. Autour de lui se forme un groupe de disciples, dont un certain Maxime. Ce dernier apprend l'Évangile et entreprend dans la vallée du Doron la conversion des Ceutrons, un peuple celte des Alpes.
La paroisse Saint-Maxime est mentionnée dans une bulle papale d'Alexandre III du 15 mai 1171 comme faisant partie des quatre églises de Luce avec celle de Queige, Hauteluce et Villard.
Jusqu'au XVIe siècle, la paroisse de Saint-Maxime conserve le droit de patronage de son église. Le curé est élu par le clergé, le conseil, les syndics, les procureurs et les chefs de familles du village. La première règle de cette élection est que le curé tout comme les prêtres appelés « altariens », c-'est-à-dire des chapelains, devaient être originaires de Beaufort, « Ecclesia Bellifortis nescil extraneos », « l'église de Beaufort ne connait pas les étrangers ». Les prêtres altariens sont au nombre de 12 et assistent le curé, mais ils ont aussi pour mission de s'occuper des 12 autels secondaires de l'église et de prendre soin des chapelles de la vallée.

### Les différentes étapes de sa construction
Il n'existe point de documentation sur l'église antérieure au XVIIe siècle, si ce n'est qu'elle est beaucoup plus petite « en bois ».
En 1608, le toit est refait et l'autel en pierre est habillé de boiserie. De 1657 à 1659, le retable est sculpté par François Cuenot pour 3000 florins. De 1656 à 1658, la flèche du clocher a été refaite pour 6000 florins. De 1666 à 1670, de grands travaux sont entrepris pour agrandir l'église et ainsi accueillir des paroissiens plus nombreux. Deux nefs latérales sont ajoutées tandis que la nef et le chœur sont refaits. Ces travaux se concrétisent grâce à la participation bénévole de la population. Les villages fournissent les matières premières : la chaux et le plâtre par les villages de Boudin et de Beaubois, les montures pour le transport par le village du Praz, les ardoises par les villages de Combe et l'Adray, des noyers pour les lambris par le village La Pierre. Au plus fort du chantier, 155 ouvriers travaillent sur le site. « Les femmes furent merveilleuses de dévouement : elles portèrent 15.OOO seaux d'eau et 14.OOO charges de sables ».
En 1722, la chaire à prêcher, sculptée par Jacques Clairand est installée dans l'église. Son coût est de 750 florins pour la sculpture et de 250 florins pour le transport. En 1958, l’avant-chœur est supprimé.

### Le clocher de l'église
Une tradition orale voudrait que le clocher soit à l'origine une tour sarrasine qui aurait été érigée par les musulmans lors des invasions arabes du Xe siècle. Toujours selon cette tradition, les habitants de Beaufort auraient payé un impôt islamique, le kharad, pour conserver leur liberté de culte ainsi que l'usage de ladite tour. Si les attaques sarrasines dans les Alpes ne font aucun doute, les historiens actuels remettent en question leur installation durable ainsi que leur rôle de bâtisseur rapporté par les traditions et légendes orales locales. Pour l'historien-islamologue Olivier Hanne, le terme sarrasin désignait plutôt les seigneurs montagnards belliqueux qui installaient militairement le régime féodal dans la région des Alpes,. Le 14 mars 1705, un violent incendie ravage Beaufort, les flammes détruisent en partie la tour-clocher, les cloches en fusion tombent et détruisent la chapelle Saint-Nicolas qui se trouvait en son contrebas. En 1793, les révolutionnaires tentèrent d'araser le clocher en employant des explosifs entraînant le soulèvement populaire des Beaufortains. Claude-Antoine Ducis rapporte les faits à Moutiers et obtient la conservation du clocher.

## Description

### Extérieur
Le chanoine Joseph Garin (1876-1947) la décrit, dans son ouvrage sur la vallée (1939), en ces termes « elle présente une masse imposante, mais sans élégance, ni style ».
La façade, sobre, est dotée d'un portail en noyer sculpté de fleurs de marguerites et orné de deux cabochons en bronze. La niche au-dessus du portail est dotée d'une statut de l'évêque saint Maxime.
« Le clocher à la gauche du chevet de forme carré s'élève à 48 mètres coiffé d'une flèche élancée, ajourée de fenêtres romanes ». « Ses murs ont 8 mètres 70 de côtés, pour une épaisseur allant de 2 mètres 70 à sa base jusqu'à 1 mètre 60 à son sommet. Trois faces sont pourvues de cadrans du constructeur d'horloge d'édifice L.Lamy d'Albertville. ».

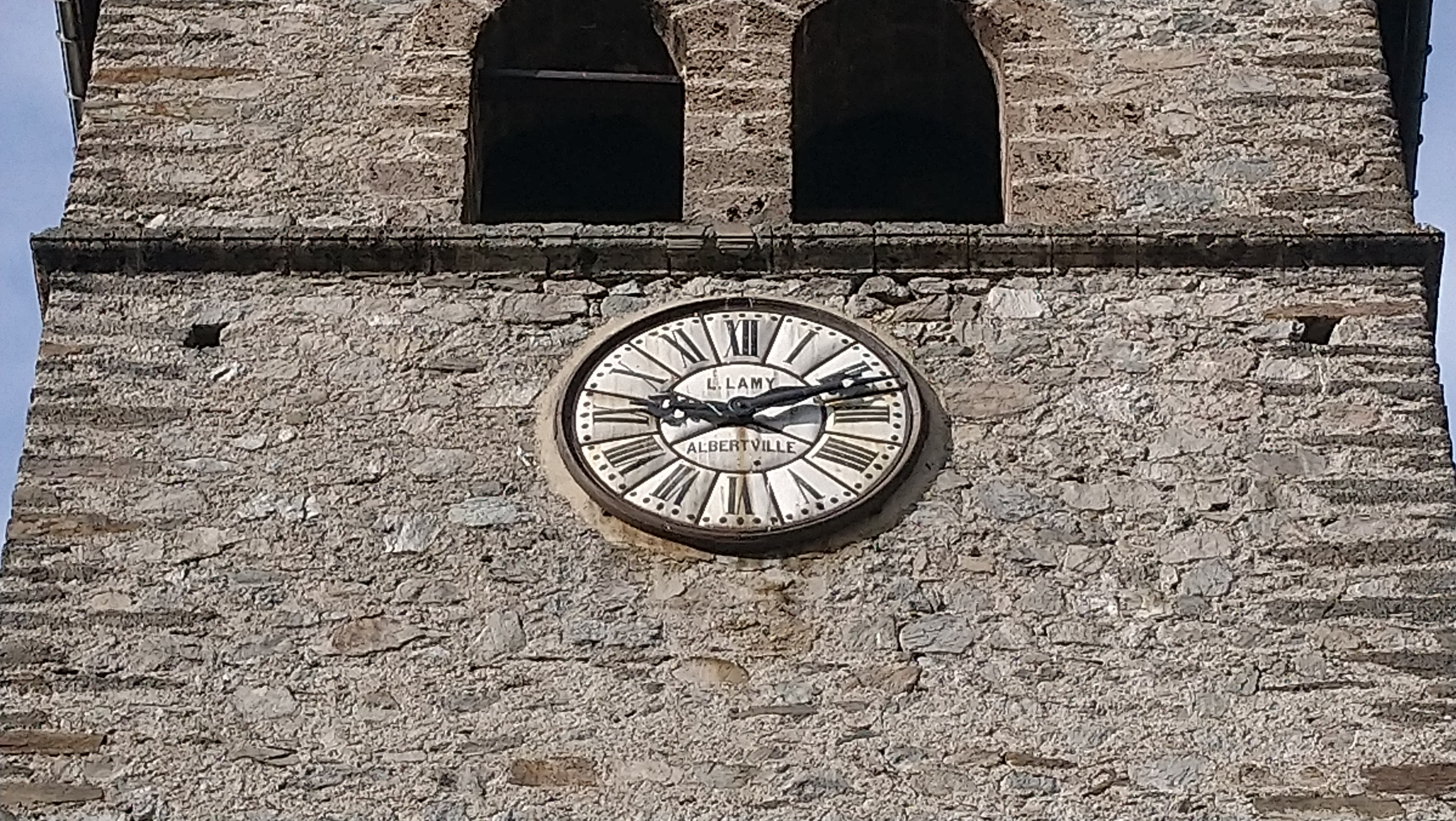
Horloge du clocher de Beaufort L.Lamy Albertville.
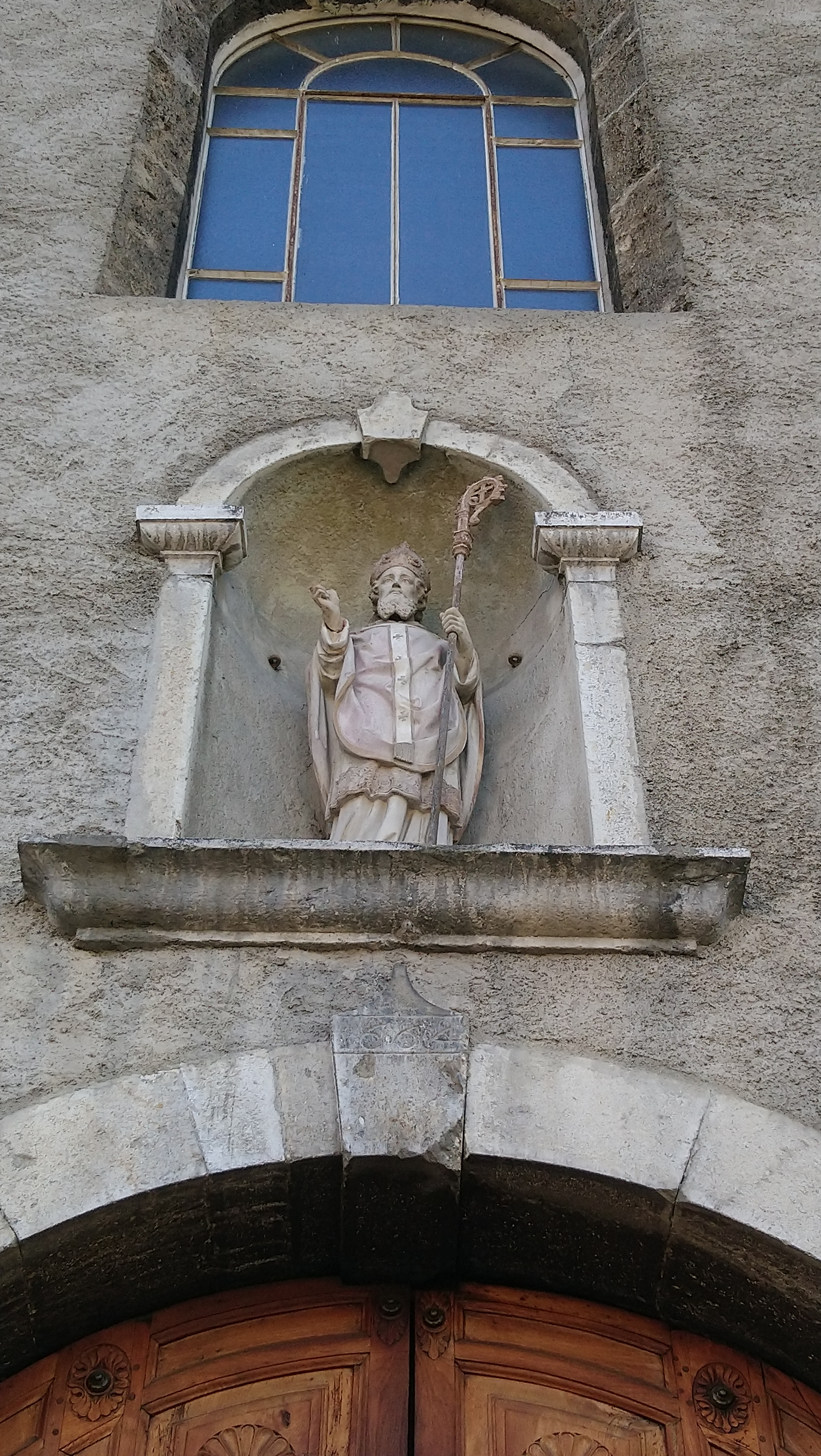
Statue de saint Maxime.
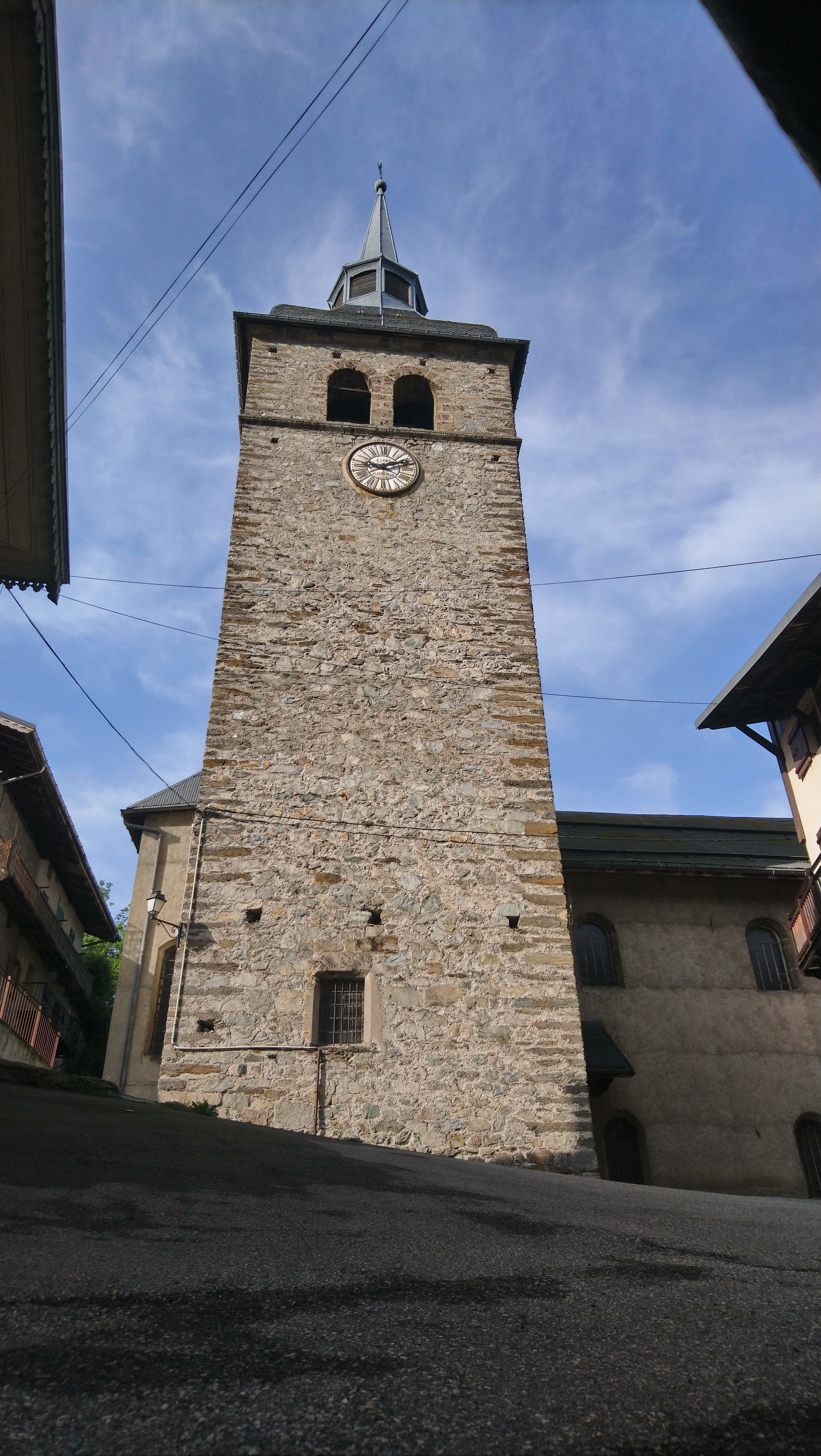
Clocher de l'église.
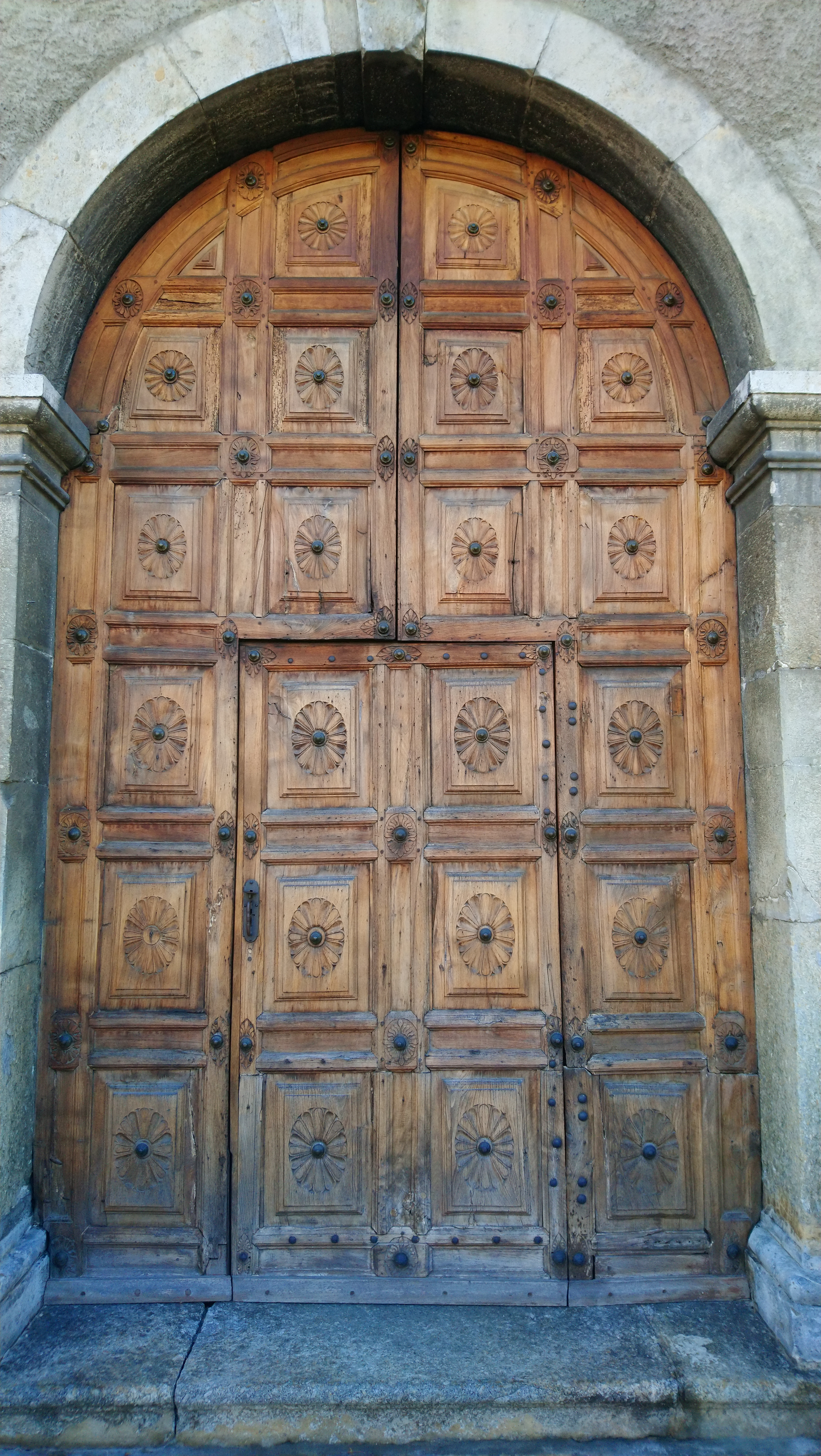
Portail.
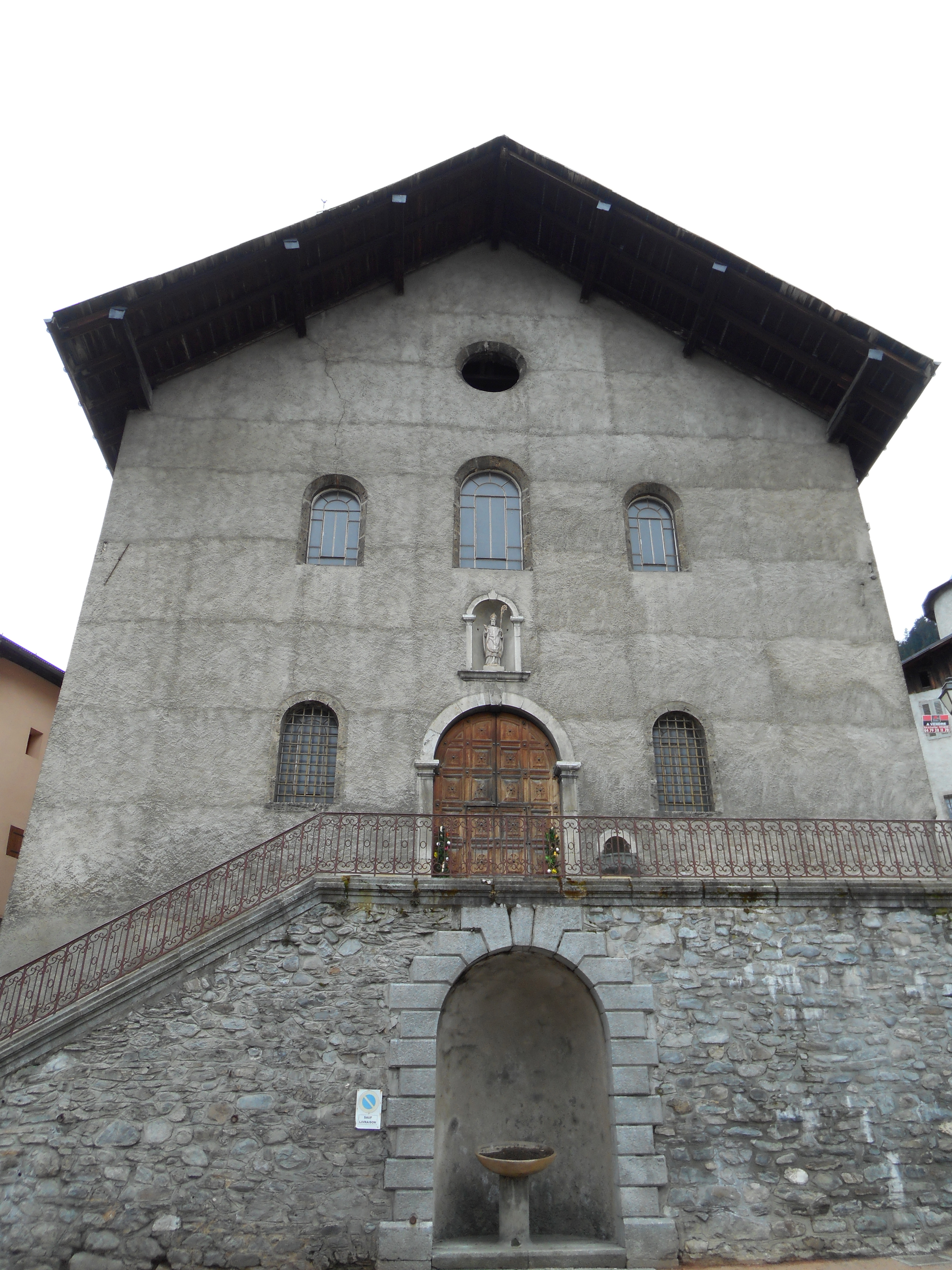
Façade.

### Intérieur

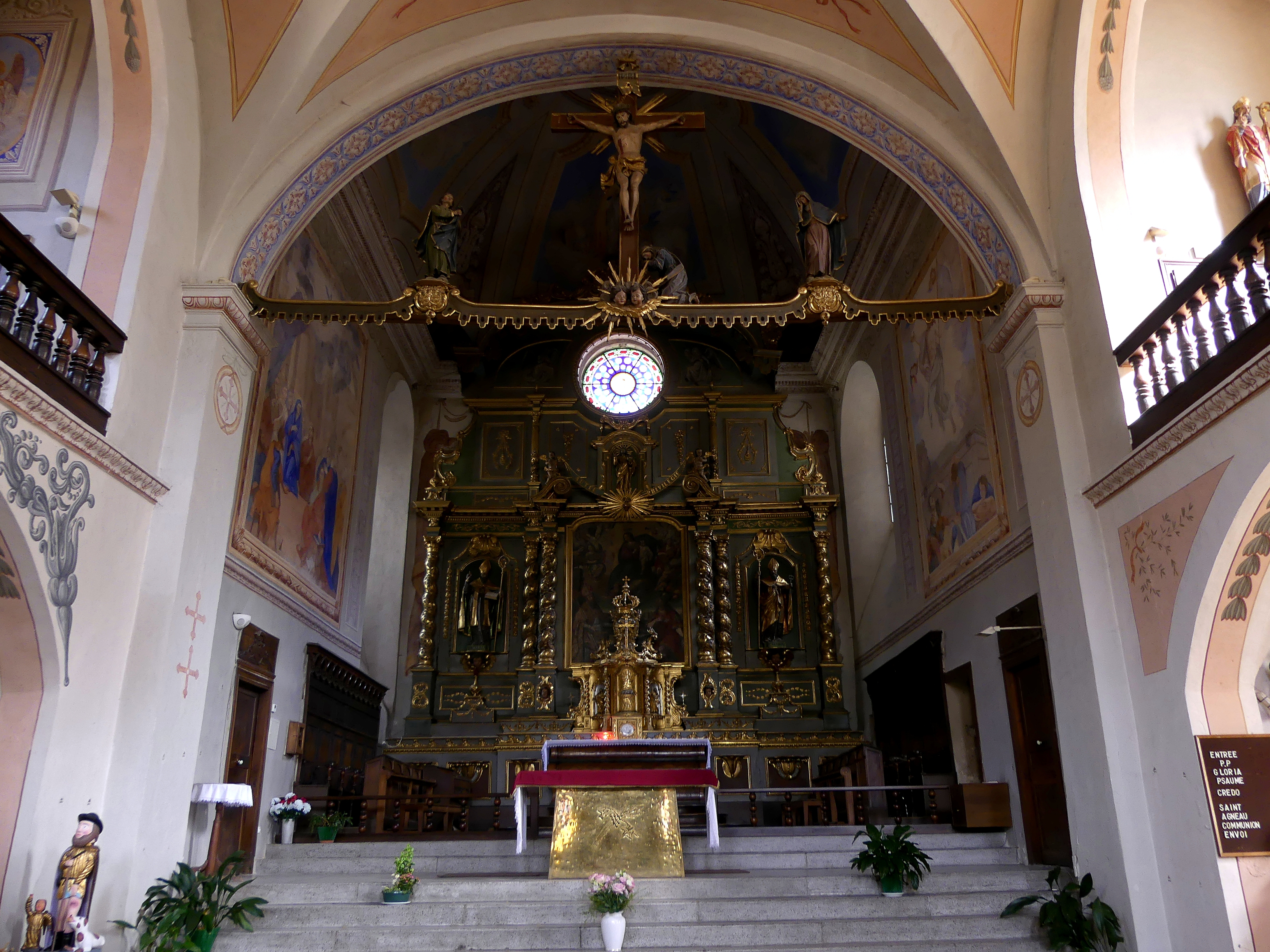
Chœur de l'église.

## Objets remarquables de l'église

### La chaire à prêcher de Jacques Clairant
Le joyau de l'église est la chaire à prêcher classée au titre d'objet dans la base Palissy des monuments historiques.